# Zaidism
Zaidismul (din araba الزيدية az-zaidiia) este o ramură șiită a islamului apărută în secolul sec VIII și fondată de Zayd ibn 'Alī (arabă: زيد بن علي), nepotul lui Ḥusayn ibn 'Alī (arabă: حسين بن علي) sau conform altor surse, de imamul șiit de origine persană, ʽAlī ibn al-Ḥusayn (arabă: علي بن الحسين). Adepții acestuia, numiți zaydiți, se găsesc cu precădere în Yemen, unde formează aproximativ 45% din totalul populației yemenite. De altfel, zaydismul reprezintă una din principale școli juridice islamice în Yemen. Zaydiții nu recunosc decât primii cinci imami, până la imamul Zayd ibn Ali. Trăiesc în Yemen și Arabia Saudită. 
Cât privește statutul școlilor juridice, ramura șiită atestă existența a trei școli, mai exact școala jaʽfarită (duodecimană), ismaelită (septimană) și zaydită.
Demn de menționat este, însă, faptul că zaydiții au o abordare diferită în comparație cu celelalte ramuri șiite, regăsindu-se în cadrul acestei secte o serie de similitudini cu școlile juridice sunnite.en 
Astăzi, numărul total al zaydiților este estimat la aproximativ 8 milioane de adepți.en 

## Origini
Punctul de pornire al zaydiților nu este clar, însă sursele confirmă faptul că spre sfârșitul califatului omeiad Zayd plănuia o revoltă împotriva conducătorilor omeiazi în Kufa. 
În ciuda faptului că el inițial a reușit să primească sprijinul majorității șiite, aceștia s-au retras, iar Zayd s-a văzut nevoit să organizeze revolta cu aproximativ 300 de oameni. Ea s-a încheiat cu un martiriu și după ce trupul conducătorului a fost găsit, capul i-a fost trimis în Siria, în timp ce restul corpului a stat agățat mai mulți ani în Egipt, până când următorul calif la tron i l-a incendiat.
Adepții lui Zayd au fost nemulțumiți de faptul că fratele lui, Muhammad, nu a luat parte la revoltă. Aceștia erau de părere că rebeliunile armate împotriva guvernelor ilegale sau corupte este o obligație religioasă, iar această părere s-a transformat într-una din credințele zaydite.en 

## Istorie
Conform unor surse, în secolul IX au fost fondate două state zaydite, unul în Tabaristan, o regiune la sud de Marea Caspică, și altul în Yemen.  
Statul zaydit fondat în Tabaristan a luat sfârșit în 928 când conducătorul său, al-Ḥasan ibn al-Qasim, a căzut într-o bătălie. Cu toate acestea, în 964 a fost înființat un al doilea imamat zaydit, care a durat până în secolul XII. Acest secol marchează declinul importanței zaydite. Pe parcursul secolelor XV și XVI au fost, treptat, încorporați în ramura șiită duodecimană.en 

### Mișcarea zaydită în Yemen
Mișcarea zaydită în Yemen a apărut în 897 prin Yahya ibn al-Ḥusayn. În ciuda luptelor interne pentru succesiune și a atacurilor ismailite, statul yemenit și-a păstrat independența până în 1539 când a fost cucerit de otomani, devenind astfel o provincie otomană.en 
În urma destrămării Imperiului Otoman imamul Yahya a rămas la putere în Yemen, până în anul 1948 când a fost asasinat, într-o încercare de preluare a puterii. În ciuda acestui fapt, planurile au fost dejucate de fiul lui Yahya, Aḥmad care i-a urmat la putere tatălui. În septembrie 1962, în urma morții sale, i-a urmat la tron fiul, Muḥammad, însă o săptămână mai târziu după o lovitură pusă la cale de armată fiul este înlăturat.en 

## Credință
Zaydiții sunt ramura șiită a islamului care îl consideră pe Zayd al cincilea imam, motiv pentru care mai sunt cunoscuți și sub numele de “cu cinci imami”.en 
Atât gândirea, cât și cultura zaydită sunt diferite de cele ale altor ramuri șiite. Zaydiții au o abordare mai raționalistă în ceea ce privește religia, fiind adesea calificați drept a “cincea școală” a islamului sunnit. 
Zaydiții nu cred în supranatural sau mistică, precum alte ramuri șiite, iar un exemplu în acest sens ar fi faptul că în credința zaydită nu se regăsește ideea imamului ascuns sau a naturii divine a acestora. Tocmai de aceea în alegerea imamilor, zaydiții pun, cu precădere, accentul pe cunoștințele religioase. Spre deosebire de alte ramuri șiite, în această credință imamatul nu se transmite din tată în fiu, întrucât orice descendent al lui  'Alī poate deveni imam dacă îndeplinește condițiile zaydite. 
Pe de altă parte, ramura zaydită se aseamănă cu alte ramuri șiite în ceea ce privește chemarea la rugăciune, însă se folosește o versiune extinsă a chemării șiite la rugăciune.en 
Zaydiții prin credința în ideea că puterea îi aparține imamului 'Alī și soției sale, Fāṭima, se aseamănă cu șiiți, însă ceea ce îi diferențiează este faptul că ei consideră că au existat o serie de motive politice care au împiedicat numirea lui 'Alī în fruntea califatului.en 
Această teorie pe care au vehiculat-o zaydiții este cunoscută drept tafḍīl (arabă: تفضيل), care legitimează numirea celui mafḍūl (arabă: مفضول), mai exact legitimează numirea persoanei care nu are foarte multe pretenții, în timp ce fāḍil (arabă: فاضل), sau persoana cu calități superioare, este doar accesibilă, nu dezirabilă.en 

### Imamii în cadrul credinței zaydite
Zaydiții recunosc ca imami pe 'Alī, pe cei doi băieți ai lui 'Alī, Ḥasan ibn 'Alī și Ḥussayn ibn 'Alī, pe  'Alī ibn al-Ḥusayn Zayn al-'Abidin și cel de-al cincilea imam este Zayd ibn  'Alī.en 

### Teologia
În ceea ce privește teologia, zaydiții sunt apropiați de școala mu'tazilită, deși, în fond, nu aparțin de mu'ataziliți. În acest sens apar o serie de probleme între cele două școli, întrucât mu'ataziliții resping doctrina imamatului. Însă cât privește partea șiită, aceștia îi consideră pe zaydiți mai apropiați prin credință și practici de sunniți.en 

## Simboluri
Zaydiții nu au un semn care să-i diferențieze de alte ramuri sau școli.

## Webografie
Eseuri generale despre ramura șiită în islam, General Essay on Shi`a Islam, accesat la data de 14 aprilie 2013
Filosofie musulmană, Muslim Philosophy, accesat la data de 14 aprilie 2013